# Європейська Федерація Велосипедистів
Європейська Федерація Велосипедистів (скор. ЄФВ, англ. European Cyclists' Federation (ECF)) — міжнародна неурядова організація, що базується в Брюсселі (Бельгія), зосереджена в основному на пропаганді та популяризації велосипедного руху як засобу спілкування та відпочинку. Організація об'єднує майже 100 різних неурядових організацій з усього світу.

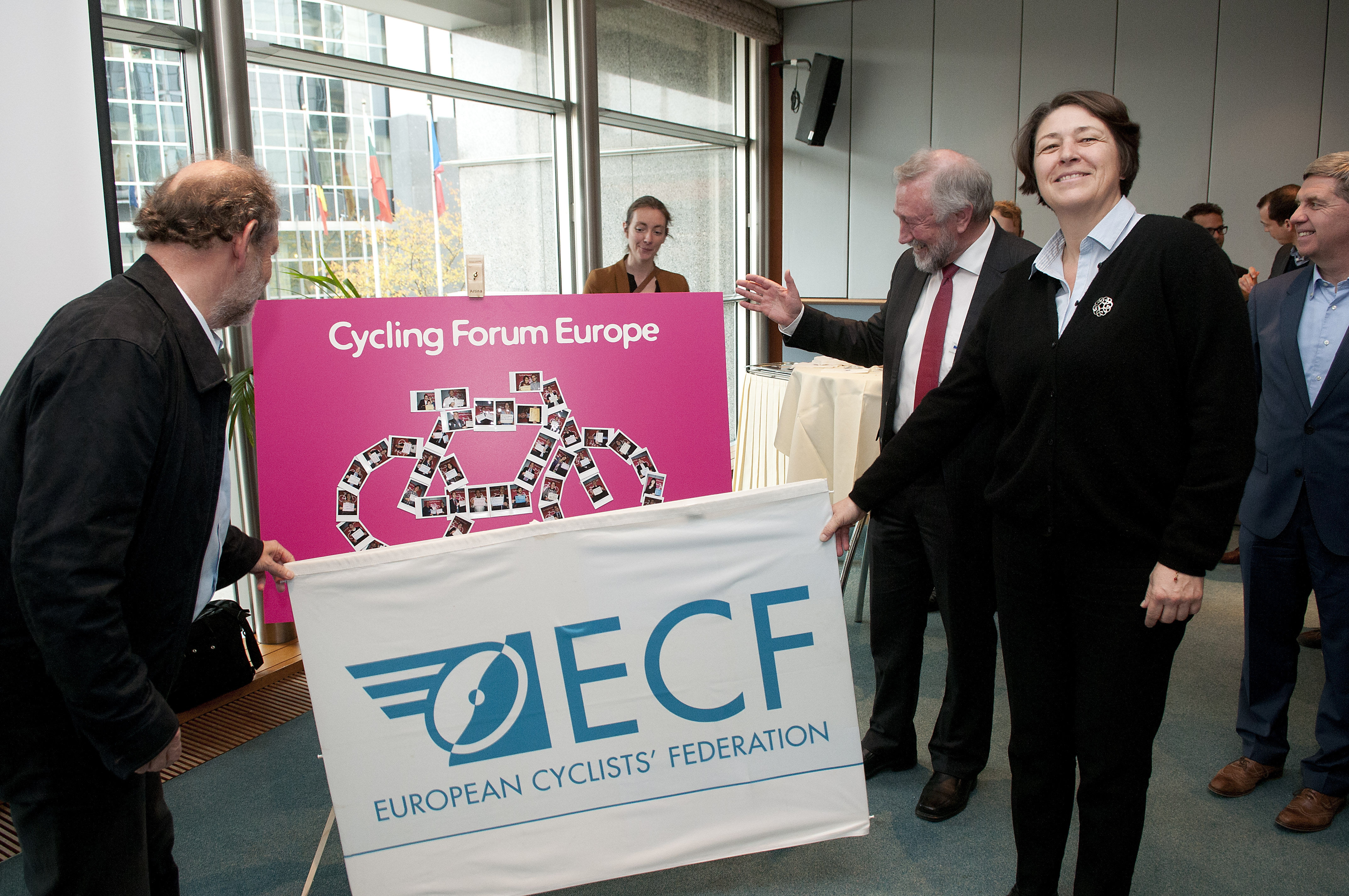
Урочисте відкриття Cycling Forum Europe у 2014 році

Логотип EuroVelo, найбільший проєкт ЄФВ

ЄФВ була заснована в 1983 році 12 асоціаціями користувачів велосипедів. Наразі вона налічує 60 організацій-членів, які представляють понад мільйон європейських громадян із 37 країн.

## Організація
Наразі до асоціації входять 56 організацій із 38 країн, переважно європейських. Також беруть участь організація підтримки з Японії та 15 так званих асоційованих членів, у тому числі зі США, Канади та Австралії.
Загальні збори, які відбуваються один раз на рік у різних місцях, є вищим органом ЄФВ і обирають Керівний комітет, раду директорів асоціації. З квітня 2021 року президентом ЄФВ є голландець Генк Свартоув.

## Діяльність

### EuroVelo
EuroVelo це мережа із 17 міжміських велосипедних маршрутів, які перетинають Європу. Після завершення загальна протяжність мережі EuroVelo становитиме 90 000 км. Станом на 2021 рік було розроблено понад 51 000 км велосипедних маршрутів.
Маршрути EuroVelo призначені передовсім для велосипедного туризму по всій Європі, проте використовуються також і для місцевого сполучення. Маршрути складаються як з уже наявних велодоріг, так і запланованих трас, які необхідні для об'єднання всіх доріг у єдину мережу. Станом на 2017 рік жоден з маршрутів ще не завершений, однак різні маршрути мають різну ступінь готовності.

#### В Україні
Траса EV 4 проходить через ЄС від Франції до Києва. Станом на лютий 2018 трасу тільки розпочали робити у Франції, українську частину траси лише почали проєктувати. Українська частина траси розляжеться від пункту пропуску Шегині з Польщею через Львів, Тернопіль та Житомир до Києва, усього 700 км.

### Velo-city

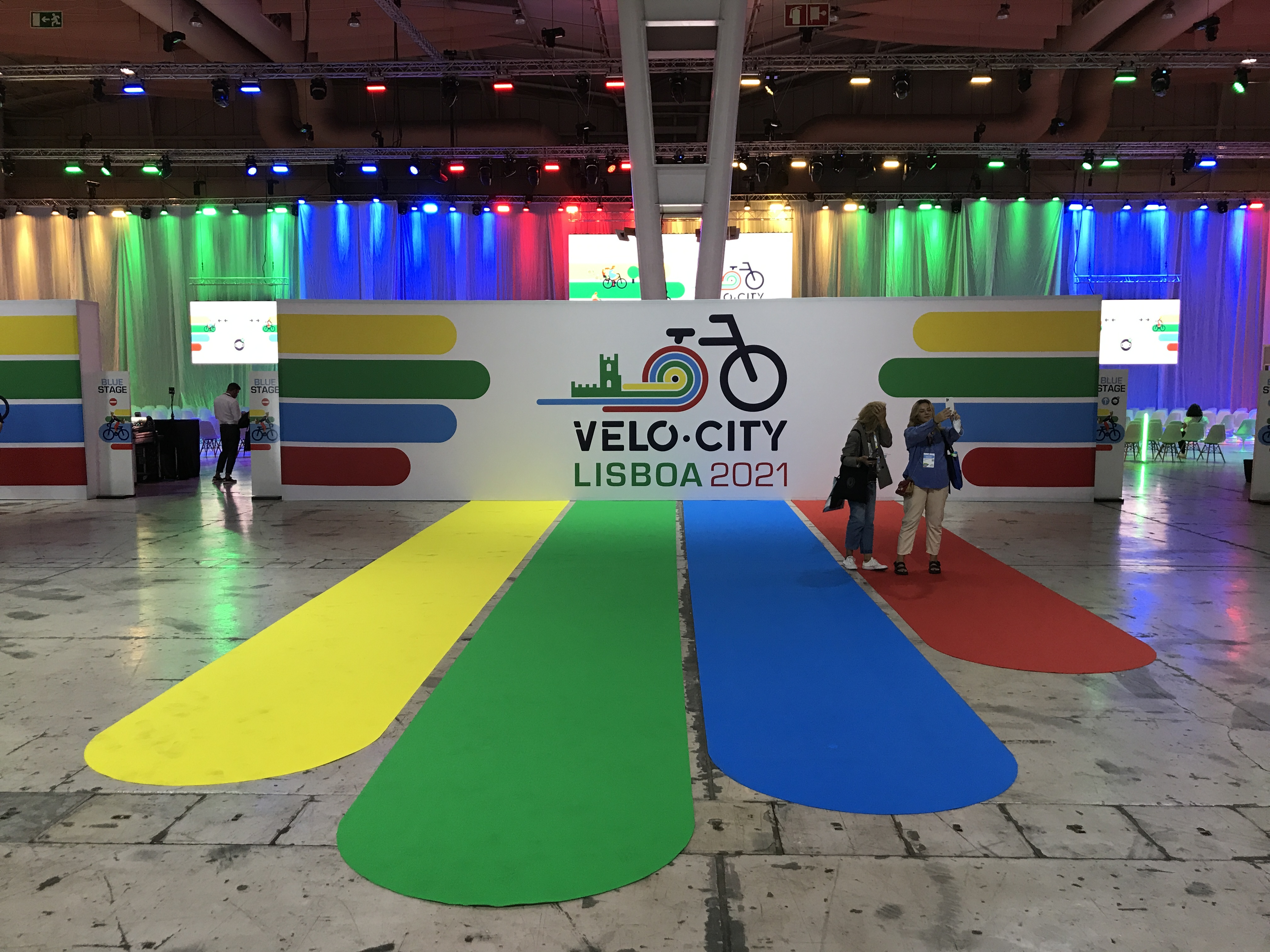
Головний виставковий зал Velo-city 2021 у Лісабоні

Серія конференцій Velo-city, також відома як щорічний Всесвітній велосипедний саміт, організовується ЄФВ з іншим приймаючим містом щороку. Velo-city об'єднує організації громадянського суспільства, міста, науковців, експертів та велосипедну індустрію для обговорення та обміну останніми ідеями та розробками зі світу велосипедного транспорту та відпочинку.
Кожна конференція проходить за певною темою протягом чотирьох днів із програмою, яка складається з пленарних засідань, додаткових сесій, виставкової зони, технічних візитів, соціальних заходів і велосипедного параду. Конференції Velo-city об'єднують усіх, хто бере участь у розробці політики, просуванні та забезпеченні велоруху, і зазвичай збирають близько 1400 делегатів, у тому числі прихильників велоруху, міста, осіб, які приймають рішення, і лідерів галузі.
Velo-city розпочався в 1980 році і з тих пір відіграє важливу роль у популяризації велоспорту. Відтоді як у 2010 році в Копенгагені відбулася перша конференція Velo-city Global, конференція проходила в багатьох місцях:
- 2011: Севілья
- 2012: Ванкувер
- 2013: Відень
- 2014: Аделаїда
- 2015: Нант
- 2016: Тайбей
- 2017: Арнем та Наймеген
- 2018: Ріо-де-Жанейро
- 2019: Дублін
- 2021: Лісабон
- 2022: Любляна
- 2023: Лейпциг
- 2024: Гент